# Puente Rainbow
El puente Rainbow (レインボーブリッジ Reinbō Burijji?) (en inglés Rainbow Bridge, puente del arcoíris) es un puente colgante tendido sobre la parte norte de la Bahía de Tokio, en el barrio especial Minato-Ku, en Tokio, Japón. Conecta al puerto de Shibaura con la isla artificial de Odaiba.

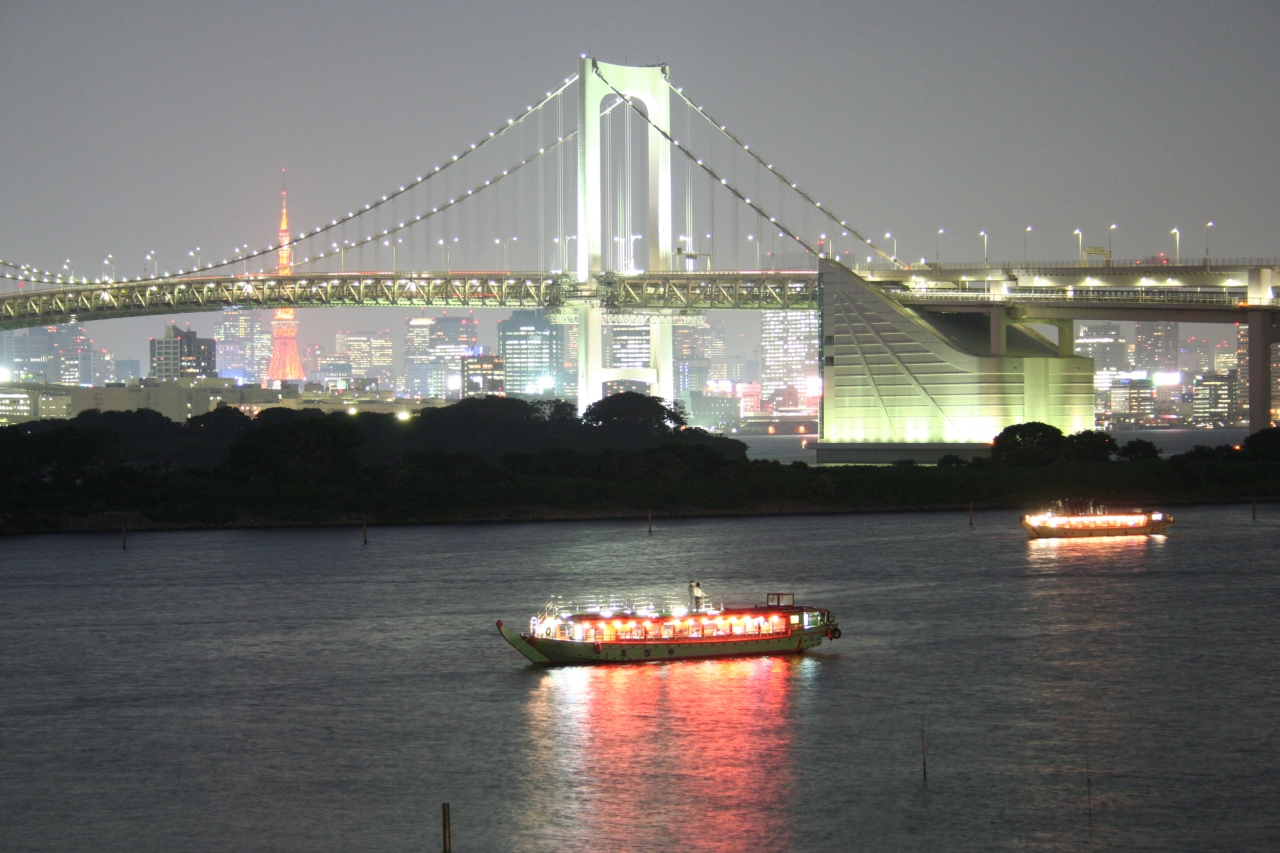
Puente Rainbow desde la Bahía de Tokio.

## Detalles
Fue inaugurado en 1993 y tiene una longitud de 570 metros en su vano principal. 
El puente lleva tres líneas de transporte en dos cubiertas. La cubierta superior lleva la Ruta 11 (Ruta Daiba) Autopista Shuto, mientras que la cubierta inferior lleva el sistema férreo de tránsito rápido Yurikamome (gaviota cabeza negra), la Ruta Prefectural Tokio 482  y las pasarelas peatonales. Es posible recorrer el puente a pie, el lado norte ofrece vistas del puerto interior de Tokio y de la Torre de Tokio, mientras que el lado sur ofrece vistas de la Bahía de Tokio y ocasionalmente del Monte Fuji, cuando es visible. Los pasillos peatonales solo se pueden usar durante ciertas horas.
Las torres que sostienen el puente son de color blanco, fueron diseñadas para armonizar con el horizonte de la silueta urbana del centro de Tokio, visto desde Odaiba. Hay lámparas colocadas en los cables que sostienen el puente, que se iluminan en colores diferentes, rojo, blanco y verde todas las noches, alimentadas con energía solar obtenida durante el día.

## En la cultura popular
El puente puede verse brevemente en una escena de la película de Sofia Coppola Lost in Translation.
En la película Cars 2 el Rayo McQueen junto con varios corredores del World Grand Prix atraviesan el puente, en la carrera que se celebró en Tokio.